# Devol
Devol (en búlgaro: Девол), también Deabolis o Diabolis, en griego: Δεάβολις) fue una fortaleza medieval y obispado en el oeste de Macedonia, situada al sur del lago Ohrid, en lo que hoy es el rincón sureste de Albania (Devoll). Su ubicación exacta se desconoce actualmente, pero se cree que se hallaba a orillas del río homónimo (hoy río Devoll), y en la vía romana Vía Egnatia. Es mencionada por primera vez en las fuentes históricas por Juan Skylitzes en los relatos de las guerras búlgaro-bizantinas, bajo el emperador Basilio II, cuyo general Eustacio Dafnomeles se dice que dominó algunas de las últimas fuerzas de la resistencia búlgara concentrada en Deabolis en 1018. El lugar también se menciona en una carta de 1019 concedida por Basilio a la iglesia búlgara, como Kastron (castillo) bajo la jurisdicción del obispo de Kastoriá.
No se conoce con precisión cuándo Deabolis se convirtió en obispado. San Clemente de Ohrid (c. 840-916), un eminente escritor búlgaro que se supone que fue su obispo alrededor del año 900 según la vida del santo escrita por Teofilacto de Ohrid, vivió unos doscientos años después. Sin embargo, los primeros documentos independientes contemporáneos que confirman su carácter de obispado son de fecha posterior.
En Deabolis/Devol se firmó el Tratado de Devol entre Bohemundo I de Antioquía y el emperador bizantino Alejo I Comneno en 1108. Fue reconquistada por el Imperio búlgaro a comienzos del siglo XIII. La fortaleza siguió desempeñando un papel importante hasta el siglo XIV. Su ubicación acabó olvidándose con el tiempo. Se ha pretendido que pudiese haber estado en el lugar que ocupa el pueblo albanés de Zvezdë (situado en 40°43′N 020°51′E / 40.717, 20.850), conjetura ya propuesta en 1835 por el viajero británico William Martin Leake.
La Deabolis/Devol situada a orillas del río Devoll no debe confundirse con otra fortaleza medieval también llamada Deabolis o Devolgrad, situada más al este en la actual Macedonia del Norte, cerca de Kavadarci.